# جاده (فیلم ۲۰۱۱)
«جاده» (انگلیسی: The Road) فیلمی در ژانر ترسناک است که در سال ۲۰۱۱ منتشر شد.